# Renier de Huy

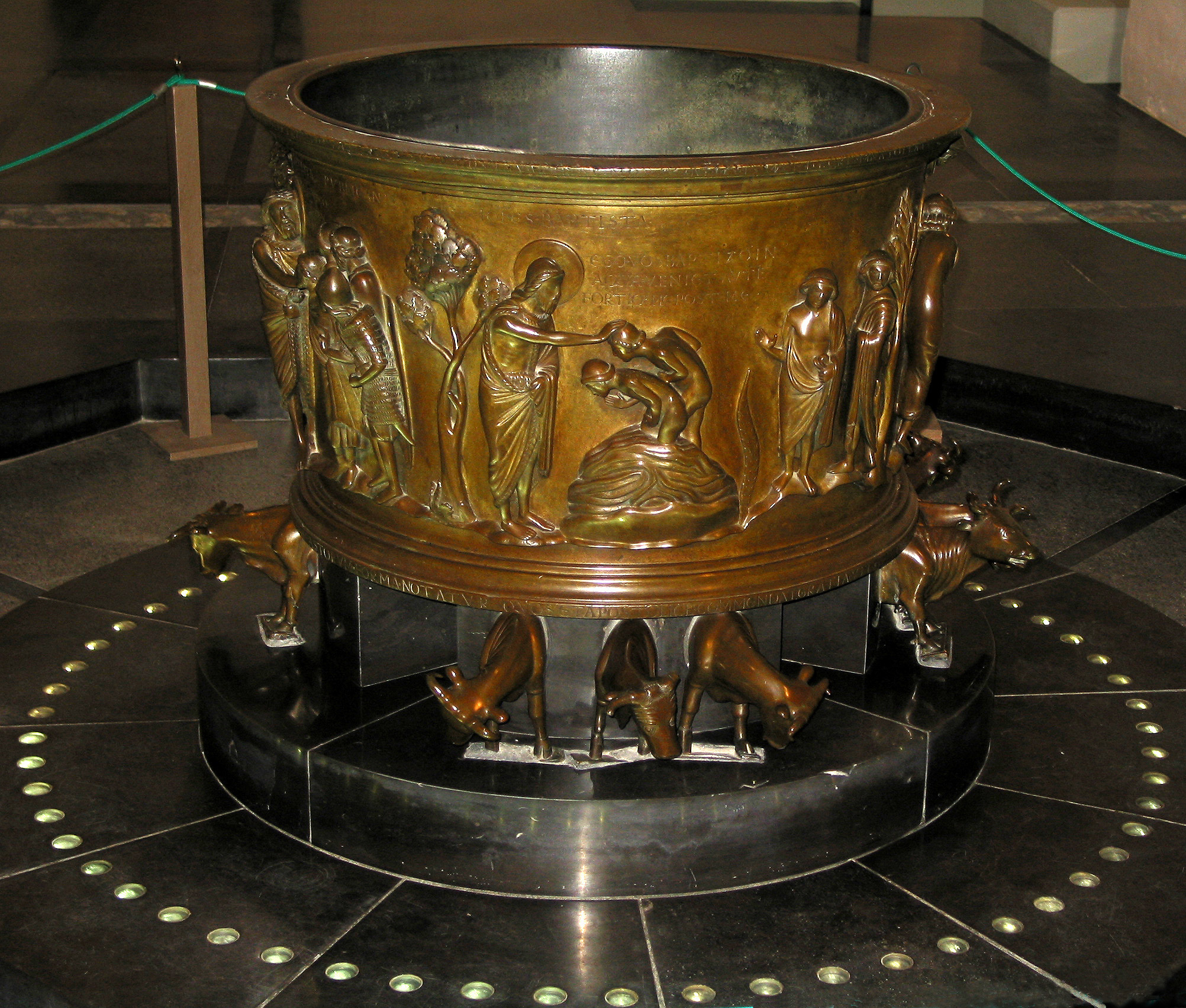
Fonts baptismaux de Saint-Barthélemy. Le baptême de deux catéchumènes

Renier de Huy, ou Rainer de Huy, est un orfèvre et bronzier mosan du XIe ou XIIe siècle.

## Biographie
Actif dans la vallée belge de la Meuse, dans la principauté de Liège, Renier de Huy n'est connu que par les quelques œuvres qu'on lui attribue. Son patronyme renvoie à la ville de Huy, située 40 km en amont sur la Meuse. La vallée du fleuve Meuse, qui fait maintenant partie de la Belgique et la France, est, à l'époque, dans le diocèse de Liège. Au XIIe siècle, c'est le centre roman du travail des métaux, qui constitue, en ce temps, la forme d'art la plus prestigieuse.
On ne sait à peu près rien de la vie de Renier de Huy. Il est fait mention d'un Reinerus aurifaber, dans une charte de l'évêque de Liège concernant une église à Huy, en 1125. La Liste des noms d'artistes de l'Union Getty indique qu'il est actif jusqu'en 1144. Il serait mort aux alentours de 1150.

## Œuvres

### Les fonts baptismaux de Saint-Barthélémy de Liège

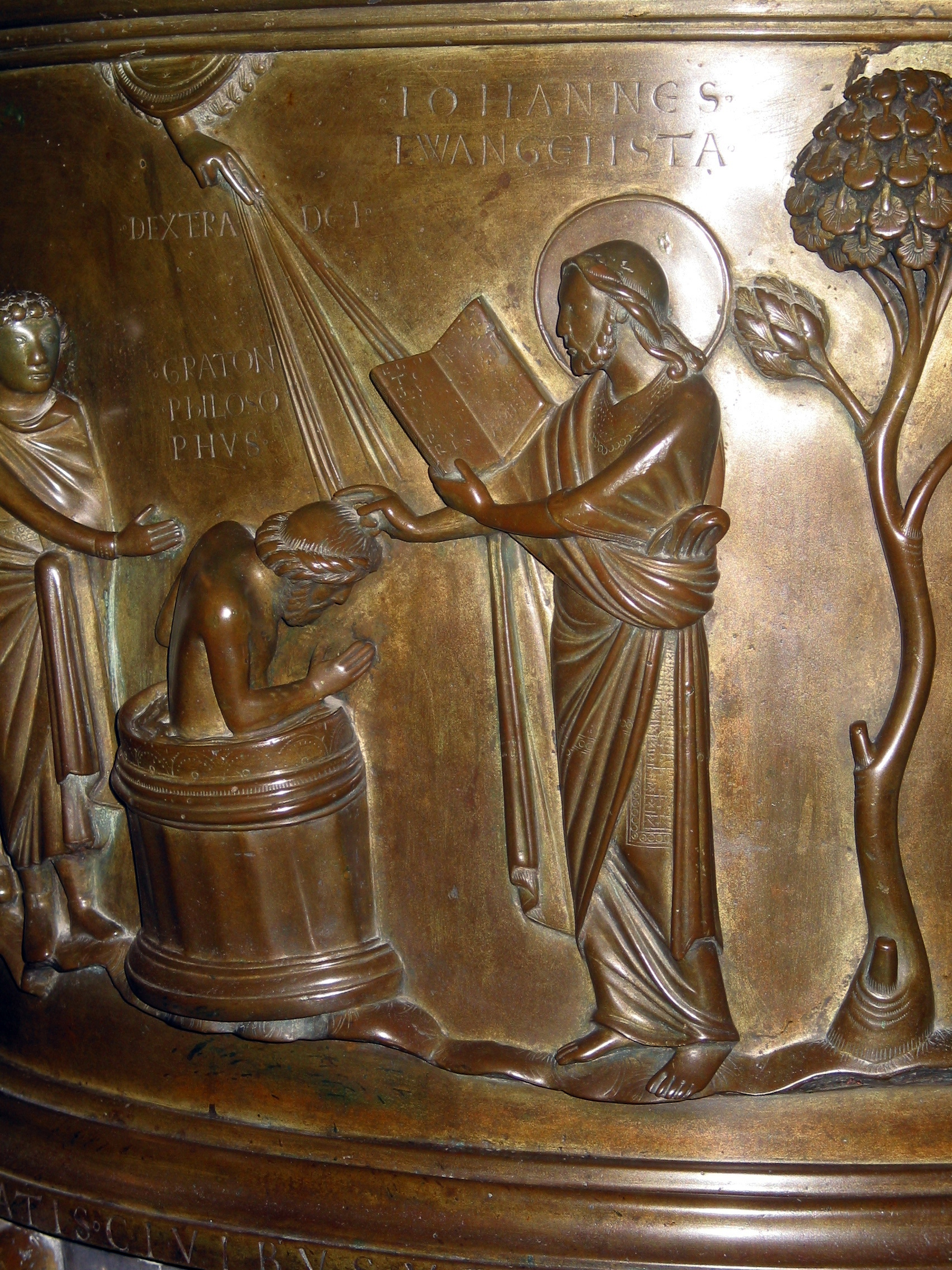
Baptême du philosophe grec Craton.

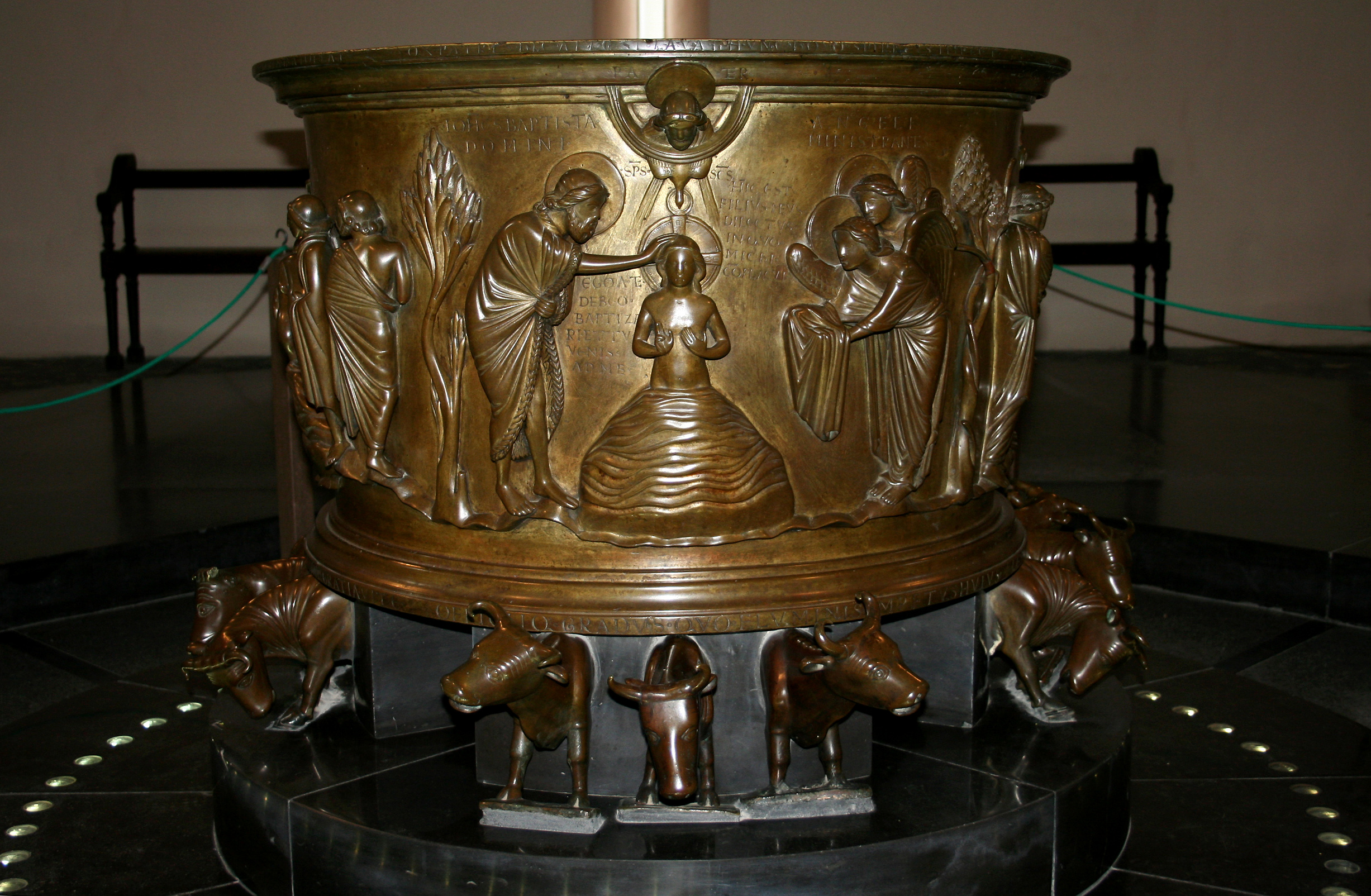
Le baptême du Christ.

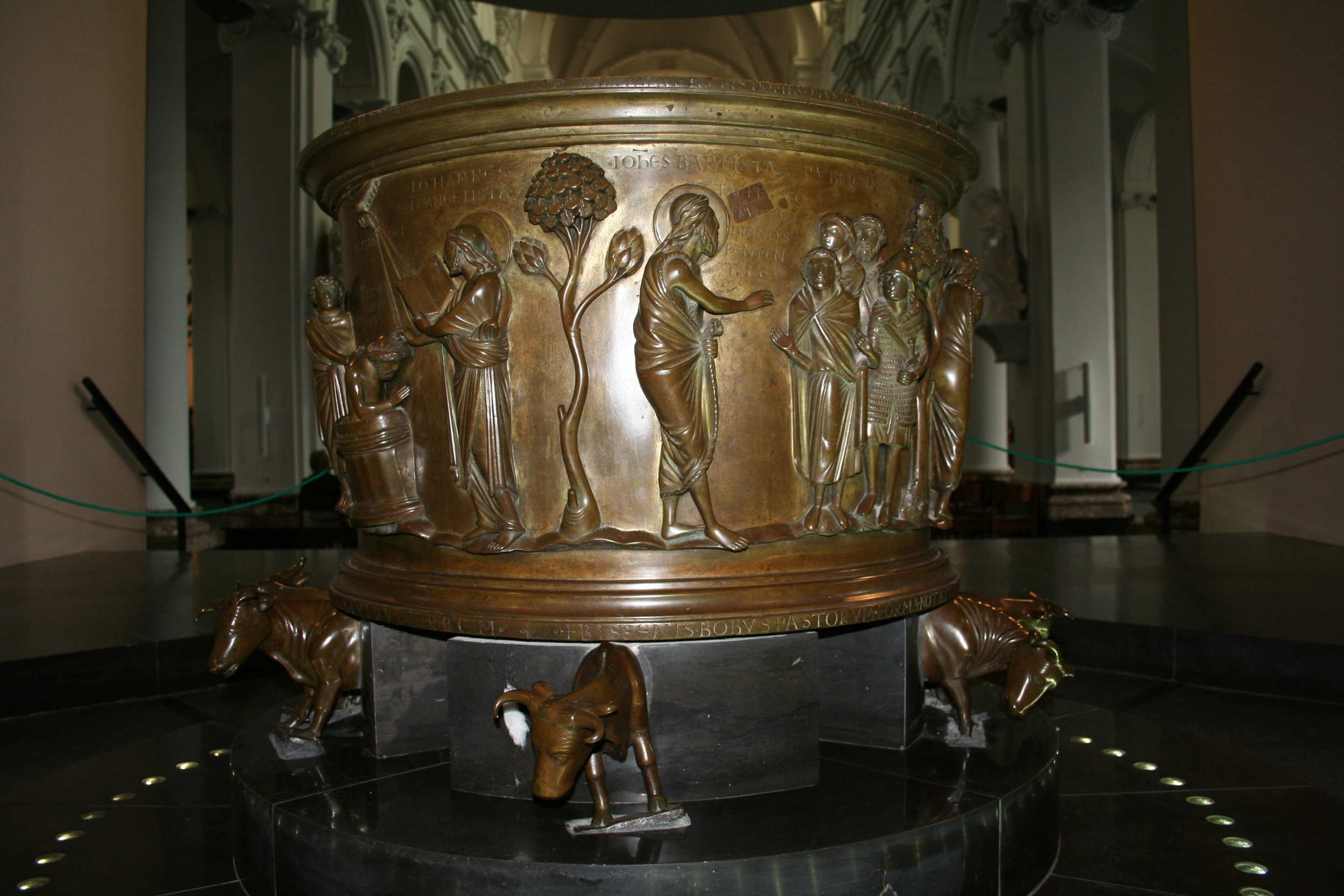
La prédication de saint Jean-Baptiste.

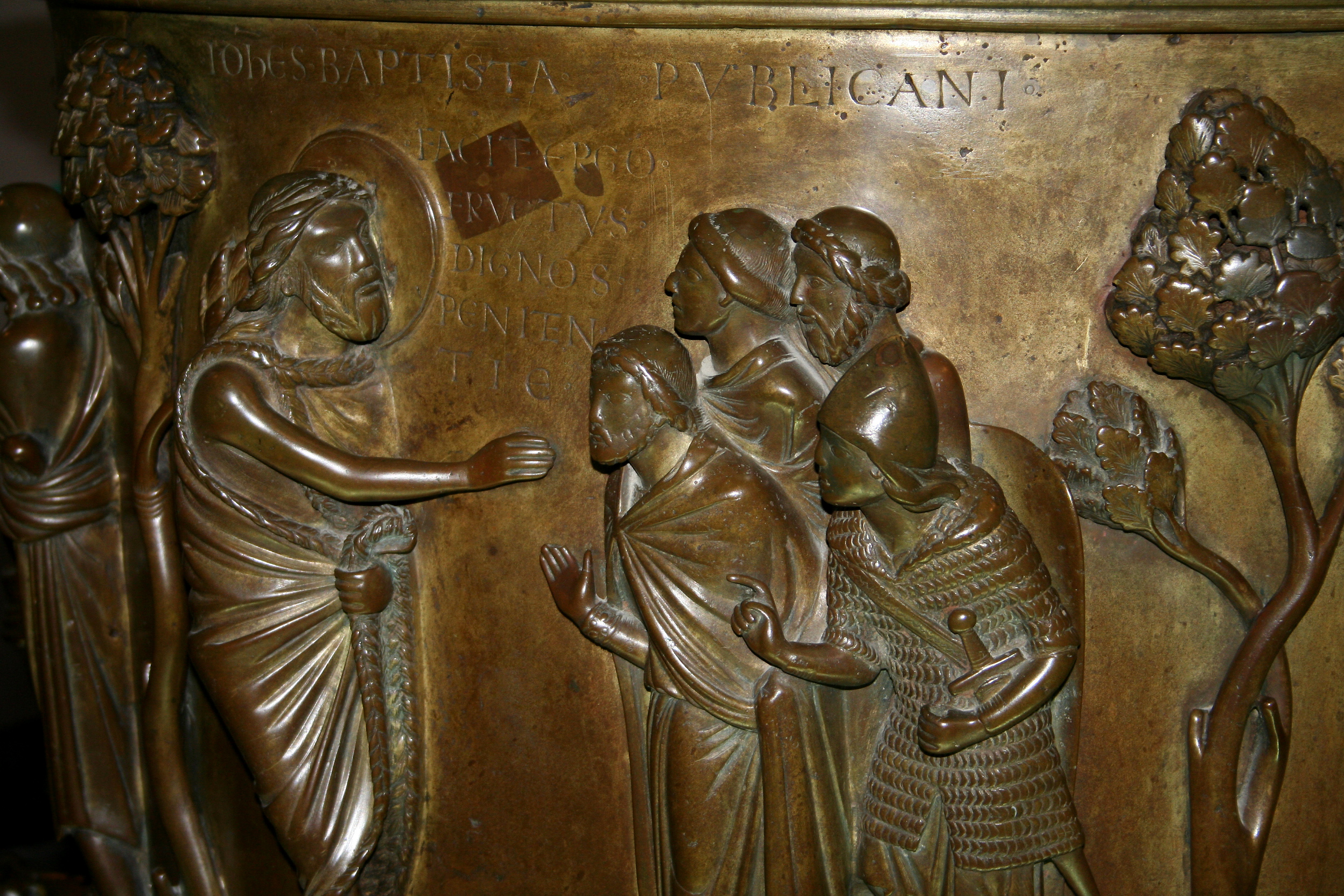
La prédication de saint Jean-Baptiste.

Renier de Huy serait le créateur de fonts baptismaux pour l'église Notre-Dame aux fonts (aujourd'hui disparue), un chef d’œuvre à dater entre les années 1107 et 1118,, commandé par l'abbé Hellinus. L'œuvre lui est attribuée par la chronique de Liège du XIVe siècle ou du XVe siècle. Les spécialistes contemporains, qui précisent qu'au XIIe siècle ce type de fondeur capable de couler des pièces complexes et de grande dimension ne se trouvait pas à Liège, contredisent cette attribution. L'œuvre massive comporte une cuve en laiton, supportée par douze bœufs (dont deux manquent aujourd'hui), représentant les douze apôtres. Le couvercle de la cuve a disparu. La cuve a été moulée selon le procédé à la cire perdue. La paroi extérieure de la cuve présente cinq scènes bibliques en haut-relief, a prédication de Jean-Baptiste et quatre scènes de baptême, ceux du Christ, des catéchumènes, du centurion romain Cornelius et du philosophe grec Craton. Les scènes, identifiées par des inscriptions, sont reliées par une base continue et séparées les unes des autres par des arbres stylisés. Le couvercle, vraisemblablement conique, orné de représentations des apôtres et des prophètes, a disparu, probablement dérobé par les révolutionnaires français, à la fin du XVIIIe siècle. La partie conservée, mise à l'abri à l'époque, a échappé au pillage.
Initialement prévus pour une chapelle annexe de la cathédrale de Liège (démolie au cours de la première moitié du XIXe siècle), les fonts sont aujourd'hui conservés, depuis 1804, dans la collégiale Saint-Barthélemy de Liège (Belgique). Cette œuvre est un exemple exceptionnel de la maîtrise des fondeurs mosans du Moyen Âge, qui s'illustrèrent dans toute la vallée de la Meuse liégeoise, globalement jusqu'aux sacs des villes de Dinant et Liège par les troupes bourguignonnes, en 1466 et 1468. Elle a été désignée, dans les années 1970, comme une des « sept merveilles de Belgique ». Elle est toujours utilisée lors des baptêmes.

### Autres œuvres
La seule autre œuvre que l'on s'accorde à attribuer à Renier de Huy est un petit crucifix de bronze, conservé au musée Schnütgen, à Cologne (Allemagne). Un autre exemplaire, à Bruxelles (Belgique), est probablement du même moule, mais ciselé de façon différente. D'autres crucifix, à Bruxelles et Dublin (Irlande), sont probablement du même atelier, car ils possèdent beaucoup de similitudes avec l'exemplaire du musée Schnütgen,.

## Style
Le style naturaliste et antiquisant de Renier de Huy a une influence profonde sur le gothique ancien et annonce la Renaissance.

## Successeurs
Godefroy de Huy (Godefroy de Claire), lui aussi originaire de Huy, et Nicolas de Verdun illustrent, après Renier de Huy, l'orfèvrerie mosane au XIIe siècle.